# Domingo French
Domingo María Cristóbal French y Urreaga (Buenos Aires, 21 de noviembre de 1774 – Buenos Aires, 4 de junio de 1825) fue un político y militar argentino, protagonista de la Revolución de Mayo y combatiente en la Guerra de la Independencia Argentina y en las guerras civiles argentinas. 
Junto a Antonio Beruti y al grupo denominado «chisperos» repartieron, el 25 de mayo de 1810, las cintillas que identificaban a los patriotas para ingresar a la Plaza Mayor.

## Biografía

### Inicios
Era hijo de Patricio French y Arcalá —nativo de San Lúcar de Barrameda de madre española y padre de origen irlandés— y de María Isabel Urreaga y Dávila —criolla.
Durante su adolescencia repartía su tiempo entre los estudios y el comercio, actividad a la que se dedicaba su padre. En 1802 se convirtió en el primer cartero de Buenos Aires.
En la primera de las dos Invasiones Inglesas a Buenos Aires, en 1806, organizó junto a Juan Martín de Pueyrredón el cuerpo de Húsares. Por su valentía en el combate, el virrey del Río de la Plata, Santiago de Liniers, lo nombró teniente coronel en 1808.

### La Revolución de Mayo
Durante la semana de mayo de 1810, French apoyó entusiastamente al bando revolucionario. 
El día 21 de mayo la Plaza de la Victoria (hoy Plaza de Mayo) fue ocupada por unos seiscientos hombres armados encabezados por French y Antonio Luis Beruti, agrupados bajo el nombre de chisperos -que actuaban como agitadores o fogoneros-, exigieron a gritos la convocatoria a un cabildo abierto y la destitución del Virrey Baltasar Hidalgo de Cisneros. Alarmado por el tumulto en la plaza, el virrey aceptó la convocatoria para el día siguiente y llamó a Cornelio Saavedra, comandante del Regimiento de Patricios, para que tranquilizara a los vecinos que estaban en la plaza. Saavedra comunicó a los “chisperos” la convocatoria a un cabildo Abierto para el día 22 de mayo y pidió que se calmaran los ánimos.
Para asegurarse de lograr sus propósitos, los "chisperos" manipularon la lista de invitados e impidieron la entrada de otros al cabildo de Buenos Aires, excluyendo a aquellos que adherían al bando realista. En esos días, French y Beruti con sus “chisperos” empezaron a repartir las cintillas en la Plaza de la Victoria para diferenciar a los patriotas de los realistas. Según la tradición, éstas eran de color celeste y blanco; sin embargo, algunos testimonios sugieren el color blanco (en señal de unión entre europeos y americanos) y el color rojo (en señal de guerra). 
No debe confundirse la cintilla de los "chisperos" con la Escarapela de la Argentina que fue instituida por Manuel Belgrano.
Cuando el 24 de mayo se formó una junta presidida por Cisneros, French se opuso y, ante el rechazo generalizado, la Junta se disolvió. La mañana del 25, grupos de vecinos se congregaron en la plaza con el apoyo de los chisperos para reclamar el derrocamiento definitivo de Cisneros y la formación de una nueva Junta. Una vez formada la Primera Junta, French se manifestó a favor del sector morenista (el más radical). Se le encomendó la creación de un cuerpo de infantería llamado “de América”, que finalmente se conoció como “la Estrella”. French acompañó a Juan José Castelli a Córdoba e hizo ejecutar la sentencia contra Santiago de Liniers y sus cómplices, ejecutando personalmente a Santiago de Liniers, que sobrevivió a las dos descargas del pelotón. French había sido ayudante de Liniers.

### La primera década independiente
Cuando se formó la Junta Grande, el sector que dirigía Mariano Moreno quedó debilitado, dado que desde ese momento las decisiones no podían hacerse sólo pensando desde el punto de vista del Puerto de Buenos Aires y su gente sino desde todo el país entonces representado. El 5 y 6 de abril de 1811, una manifestación popular reclamó el alejamiento total del morenismo y medidas a favor del país en su conjunto y no sólo de Buenos Aires, y veían como líder a Cornelio Saavedra, principal rival de Moreno. Saavedra no optó por esa revolución y su rol se fue desdibujando con el tiempo.  Luego de estos sucesos, French junto a otros morenistas fueron despojados de su cargo y desterrados a la Patagonia. 
French regresó en 1812 y se reintegró al ejército. Participó en el sitio de Montevideo en 1814 y en el Ejército del Norte en 1815.
En su camino hacia el Alto Perú, el Coronel Domingo French, el 25 de septiembre de 1812, jura a la Virgen de Luján como Patrona de su Regimiento 3 de Infantería. Al retornar de su campaña ofrece a la patrona espiritual de Argentina las banderas tomadas al enemigo.
Posteriormente se opuso a las políticas del Directorio. Denunció la conspiración de Carlos de Alvear en Brasil y repudió al Director Supremo Juan Martín de Pueyrredón, por lo que fue perseguido y exiliado a los Estados Unidos junto a Manuel Dorrego en febrero de 1817.

### La guerra civil
Regresó a Buenos Aires en 1819 y se reincorporó al ejército. Participó en la batalla de Cañada de la Cruz, donde fue tomado prisionero. Tras su liberación pasó a retiro en Buenos Aires, donde murió el 4 de junio de 1825. Sus restos descansan en el cementerio de la Recoleta.